# Eleição municipal de Pelotas em 1988
A eleição municipal de 1988 em Pelotas ocorreu em 15 de novembro de 1988. Também no dia 15, ocorreram as eleições para renovar as cadeiras da Câmara Municipal de Pelotas.

## Candidatos
| Prefeito          | Prefeito | Prefeito | Coligação                                                    |
| Candidato         | Partido  | Partido  | Coligação                                                    |
| ----------------- | -------- | -------- | ------------------------------------------------------------ |
| Anselmo Rodrigues |          | PDT      | sem coligação                                                |
| Fetter Júnior     |          | PDS      | "Ação Democrática Popular" PDS / PTB / Partido Liberal / PFL |
| Flávio Coswig     |          | PT       | PT / PSB                                                     |
| Irajá Rodrigues   |          | PMDB     | sem coligação                                                |
| José Luis Leite   |          | PSDB     | "Frente Popular" PSDB / PCdoB / PCB                          |

## Eleições

### Prefeitura
| Turno único 15 de novembro de 1988 | Turno único 15 de novembro de 1988 | Turno único 15 de novembro de 1988 | Turno único 15 de novembro de 1988 |
| Candidatos                         | Candidatos                         | Votos                              | %                                  |
| ---------------------------------- | ---------------------------------- | ---------------------------------- | ---------------------------------- |
|                                    | Anselmo Rodrigues (PDT)            | 61.205                             | 44,1 / 100,0                       |
|                                    | Fetter Júnior (PDS)                | 35.307                             | 25,5 / 100,0                       |
|                                    | Irajá Rodrigues (PMDB)             | 30.456                             | 22,0 / 100,0                       |
|                                    | Flávio Coswig (PT)                 | 9.247                              | 6,7 / 100,0                        |
|                                    | José Luis Leite(PSDB)              | 2.512                              | 1,8 / 100,0                        |
| Votos válidos                      | Votos válidos                      | 138.727                            | 100,0 / 100,0                      |
| Votos válidos                      | Votos válidos                      | 138.727                            | 88,3 / 100,0                       |
| Votos em branco                    | Votos em branco                    | 14.272                             | 9,1 / 100,0                        |
| Votos nulos                        | Votos nulos                        | 4.183                              | 2,7 / 100,0                        |
| Comparecimento                     | Comparecimento                     | 157.182                            | 100,0 / 100,0                      |

### Câmara de Vereadores

#### Resumo
|                 |                            |                            |              |               |        |            |            |
| Partido         | Partido                    | Partido                    | Votos        | %             | %      | Vereadores | Vereadores |
|                 | "Ação Democrática Popular" | "Ação Democrática Popular" | 52 482       | 37,2 / 100,0  | —      | 8 / 21     | —          |
|                 | PDS                        | 30 453                     | 21,6 / 100,0 | 22.4%         | 5 / 21 | 4          |            |
|                 | PFL                        | 16 958                     | 12,0 / 100,0 | novo          | 2 / 21 | novo       |            |
|                 | PL                         | 4 726                      | 3,3 / 100,0  | novo          | 1 / 21 | novo       |            |
|                 | PTB                        | 345                        | 0,2 / 100,0  | novo          | 0 / 21 | novo       |            |
|                 |                            | PMDB                       | 38 341       | 27,2 / 100,0  | 17.8%  | 6 / 21     | 4          |
|                 |                            | PDT                        | 32 829       | 23,3 / 100,0  | 14.3%  | 5 / 21     | 3          |
|                 | PT-PSB                     | PT-PSB                     | 13 152       | 9,3 / 100,0   | —      | 2 / 21     | —          |
|                 | PT                         | 11 624                     | 8,2 / 100,0  | 6.2%          | 2 / 21 | 2          |            |
|                 | PSB                        | 1 528                      | 1,1 / 100,0  | novo          | 0 / 21 | novo       |            |
|                 | "Frente Popular"           | "Frente Popular"           | 4 353        | 3,1 / 100,0   | —      | 0 / 21     | —          |
|                 | PSDB                       | 1 663                      | 1,2 / 100,0  | novo          | 0 / 21 | novo       |            |
|                 | PCB                        | 1 524                      | 1,1 / 100,0  | novo          | 0 / 21 | novo       |            |
|                 | PCdoB                      | 1 166                      | 0,8 / 100,0  | novo          | 0 / 21 | novo       |            |
| Votos válidos   | Votos válidos              | Votos válidos              | 141 157      | 100,0 / 100,0 | —      | —          | —          |
| Votos válidos   | Votos válidos              | Votos válidos              | 141 157      | 89,8 / 100,0  | —      | —          | —          |
| Votos em branco | Votos em branco            | Votos em branco            | 8 605        | 5,5 / 100,0   | —      | —          | —          |
| Votos nulos     | Votos nulos                | Votos nulos                | 7 420        | 4,7 / 100,0   | —      | —          | —          |
| Comparecimento  | Comparecimento             | Comparecimento             | 157 182      | 100,0 / 100,0 | —      | —          | —          |

#### Vereadores eleitos
O ícone  indica os que foram reeleitos.
|                                  | ADP (PDS, PFL, PL, PTB)          | Votação total                    | 52.482  |
| Vereadores eleitos               | ADP (PDS, PFL, PL, PTB)          | 8 / 21                           |         |
| Votos em legenda                 | ADP (PDS, PFL, PL, PTB)          | 1                                |         |
| Vereadores eleitos               | Vereadores eleitos               | Vereadores eleitos               | Votação |
| Otávio Martins Soares (PDS)      | Otávio Martins Soares (PDS)      | Otávio Martins Soares (PDS)      | 2.801   |
| Luiz Antonio David Brandão (PFL) | Luiz Antonio David Brandão (PFL) | Luiz Antonio David Brandão (PFL) | 2.586   |
| Mansur Macluf (PDS)              | Mansur Macluf (PDS)              | Mansur Macluf (PDS)              | 2.445   |
| Rubens Bachini (PFL)             | Rubens Bachini (PFL)             | Rubens Bachini (PFL)             | 2.015   |
| José Artur Davila Dias (PL)      | José Artur Davila Dias (PL)      | José Artur Davila Dias (PL)      | 1.666   |
| Elbio da Silva Abreu (PDS)       | Elbio da Silva Abreu (PDS)       | Elbio da Silva Abreu (PDS)       | 1.591   |
| Wilmar Huber Zitzke (PDS)        | Wilmar Huber Zitzke (PDS)        | Wilmar Huber Zitzke (PDS)        | 1.509   |
| Almiro Buss (PDS)                | Almiro Buss (PDS)                | Almiro Buss (PDS)                | 1.506   |

|                               | MDB                           | Votação total                 | 38.341  |
| Vereadores eleitos            | MDB                           | 6 / 21                        |         |
| Variação                      | MDB                           | 4                             |         |
| Vereadores eleitos            | Vereadores eleitos            | Vereadores eleitos            | Votação |
| Rubens Ávila Rodrigues        | Rubens Ávila Rodrigues        | Rubens Ávila Rodrigues        | 3.447   |
| Ricardo de Campos Nogueira    | Ricardo de Campos Nogueira    | Ricardo de Campos Nogueira    | 2.104   |
| Nelson Harter Filho           | Nelson Harter Filho           | Nelson Harter Filho           | 2.022   |
| Mário Fonseca Silveira        | Mário Fonseca Silveira        | Mário Fonseca Silveira        | 1.711   |
| Adalim Luiz Medeiros          | Adalim Luiz Medeiros          | Adalim Luiz Medeiros          | 1.699   |
| Mário Luiz Fernandes Medeiros | Mário Luiz Fernandes Medeiros | Mário Luiz Fernandes Medeiros | 1.293   |

|                                     | PDT                                 | Votação total                       | 32.829  |
| Vereadores eleitos                  | PDT                                 | 5 / 21                              |         |
| Variação                            | PDT                                 | 3                                   |         |
| Vereadores eleitos                  | Vereadores eleitos                  | Vereadores eleitos                  | Votação |
| Valnei Tavares da Silva             | Valnei Tavares da Silva             | Valnei Tavares da Silva             | 3.046   |
| Marcionilo Mena                     | Marcionilo Mena                     | Marcionilo Mena                     | 1.529   |
| Victor Afrânio Asconavieta da Silva | Victor Afrânio Asconavieta da Silva | Victor Afrânio Asconavieta da Silva | 1.363   |
| Jones Luiz Maschio                  | Jones Luiz Maschio                  | Jones Luiz Maschio                  | 1.219   |
| Ivan Aune                           | Ivan Aune                           | Ivan Aune                           | 1.077   |

|                                  | PT-PSB                           | Votação total                    | 13.152  |
| Vereadores eleitos               | PT-PSB                           | 2 / 21                           |         |
| Variação                         | PT-PSB                           | 2                                |         |
| Vereadores eleitos               | Vereadores eleitos               | Vereadores eleitos               | Votação |
| Maria Cecília Hypolito Lima (PT) | Maria Cecília Hypolito Lima (PT) | Maria Cecília Hypolito Lima (PT) | 1.642   |
| Milton Rodrigues Martins (PT)    | Milton Rodrigues Martins (PT)    | Milton Rodrigues Martins (PT)    | 1.290   |